# Michelle Valiente
Michelle Sharon Valiente Amarilla (Fernando de la Mora, 7 de maio de 1998) é uma jogadora de vôlei de praia paraguaia.

## Carreira
A trajetória esportiva deu-se inicialmente no voleibol de quadra (indoor), e em 2012 estava representando a seleção paraguaia no Campeonato Sul-Americano Sub-20 em Lima e finalizou na oitava posição, no mesmo ano representou também na edição do Campeonato Sul-Americano Sub-18 em Callao, ocasião que atuava na posição de oposto
Na temporada de 2012, no vôlei de praia, formou dupla com Neyle Sanabria e na primeira edição do Circuito Paraguai foram vice-campeãs na etapa de San Bernardino e terceiras colocadas na etapa de Assunção.Em 2013, estreou no Circuito Sul-Americano 2012-13 ao lado de Adriana Martí na etapa de Pocitos, Montevidéu quando terminaram em quinto lugar, já na etapa de Assunção esteve ao lado de Patricia Caballero alcançando a nona posição estiveram juntas na etapa de Puerto la Cruz quando terminaram na quinta posição, terminaram em nono na etapa de Cochabamba e estiveram juntas na etapa Girardote avançaram as semifinais e na disputa pelo bronze terminaram em quarto lugar; ainda nesta temporada estrearam no Circuito Mundial no Grand Slam de Corrientes, e qualificaram pela primeira vez ao Mundial de Stare Jabłonki de 2013, época que eram treinadas pelo brasileiro Pedro Paulo da Costa (Pepê), quando encerram na trigésima sétima colocação.
Ainda em 2013, forma dupla com Erika Mongelós no classificatório em Assunção para os Jogos Olímpicos da Juventude de 2014e foram vice-campeãs, também estiveram em Montevidéu. Foram medalhistas de bronze na XVII edição dos Jogos Bolivarianos de 2013 em Trujillo.Em 2014, formou dupla com Gabriela Filippo e conquistaram o título da etapa de Luque do Circuito Paraguaio, qualificaram para o Circuito Sul-Americano de 2013-14 e estiveram juntas na etapa de Macaé, terminando em quinto após eliminação nas quartas de final e estiveram também na etapa de Viña del Mar finalizando em nono lugar, obtiveram juntas os quintos lugares na etapas de Sucre  após eliminação nas quartas de final e em Cochabamba. 
Neste mesmo ano, esteve com Erika Mongelós na etapa classificatória de Cochabamba para os Jogos da Juventude em Nanquim conquistando o título, depois, disputaram o Circuito Sul-Americano de 2013-14 na etapa de São Miguel de Tucumã, também competiram na etapa de Montevidéu alcançando o quinto lugar e em nono terminaram na etapa de Lima e o nono na etapa de Medellín.Disputaram os Jogos Olímpicos de Verão da Juventude e finalizaram na nona posição, depois, estiveram juntas no Circuito Paraguaio Sub-18 e foram campeãs, chegaram a disputar juntas no Campeonato Mundial Sub-21 de 2014 em Lárnaca e finalizaram na décima sétima posição e o nono lugar na edição do Mundial Sub-19 de 2014 em Porto.
Juntas estiveram no Circuito Sul-Americano de 2014-15, na primeira etapa realizada em Bocana (Equador) e terminaram na quinta posição.Ainda disputaram a etapa Miramar (Buenos Aires) da Continental Cup de 2014.Em 2015, prosseguiram juntas no Circuito Sul-Americano 2014-15, na etapa de Montevidéuterminaram na nona posição, em quinto na etapa de Camuri Chico (Venezuela), repetindo o feito em Coquimbo, depois, retoma dupla com Gabriela Filippo no Circuito Sul-Americano na etapa de Punta Negra e terminam em quinto, conquistando a medalha de prata na etapa de Sucre, sendo a primeira final da dupla, e voltou a competir ao lado de Erika Mongelós na etapa de Cochabambae finalizaram em quinto lugar.
Ainda em 2015, competiu ao lado de Erika Mongelós e se classificou para o Campeonato Mundial de Voleibol de Praia de 2015 pelo classificatório, época que eram treinadas pelo brasileiro Adriano Garrido, mas, foi ao lado de Gabriela Filippo que disputou o referido mundial, quando finalizaram na décima sétima posição, e terminaram em quinto na etapa de Buenos Aires da Grand Final do CSVP de 2014-15. Neste mesmo ano, disputou com Gabriela Filippo na segunda fase da Continental Cup em San Bernardino (Paraguai) e conquistaram o título e na fase disputada em Montevidéu esteve com Erika Mongelós. No Circuito Mundial de 2015, esteve ao lado de Patricia Caballero no Aberto do Rio de Janeiro.
Em 2016,  ao lado de Patricia Caballero conquista o bicampeonato na etapa de Assunção pelo Circuito Paraguaioe foram medalhistas de bronze na III dos Jogos Bolivarianos de Praia de 2016 em Iquique, iniciou o Circuito Sul-Americano na etapa de Limoeiro ao lado de Gabriela Filippo, na etapa de Morónconquistaram a medalha de bronze e o quarto lugar na etapa de Vicente López e foram vice-campeãs na etapa de Assunção.Nesta mesma jornada, estiveram juntas no Circuito Mundial, no Aberto de Fortaleza e no Grand Slam de Long Beach, ambas finalizaram na vigésima quinta posição, conquistaram o quarto lugar no Final CSVP de 2015-16 em Cochabamba; e ainda competiram na Continental Cup em Rosário (Argentina) terminando em segundo lugar.
Ainda na jornada de 2016,  voltou a competir no vôlei indoor pelo Deportivo San José, inclusive ao lado de Erika e Patricia, conquistando o titulo do torneio clausura do campeonato nacional.Esteve ao lado de Erika Mongelós na edição do Mundial Sub-21 realizado em Lucerna e finalizaram na quinta posição no Aberto de Maceió pelo Circuito Mundial e no Circuito Sul-Americano 2015-16 na etapa de Cochimbo e Ancón, obtiveram ainda o quarto lugar na etapa de Cartagena das Índias, depois, esteve com Diana Mereles na edição do Campeonato Mundial Sub-19 em Lárnaca, quando finalizaram na décima sétima colocação.
Em 2017, se tornou a primeira atleta a ser a Rainha da Praia do circuito nacional retoma a dupla com Erika Mongelós e conquistam no Circuito Sul-Americano bronze na etapa de Coquimbo,o vice-campeonato na etapa de Ancóne o quarto lugar no Grand Slam de Rosário (Argentina) , esteve na etapa de San Fernando de Apure com Patricia Caballero e terminaram em quinto e conquistaram a medalha de ouro na XVIII  edição dos Jogos Bolivarianos de 2017 em Santa Marta; depois, ao lado de Giuliana Poletti disputou o Mundial Sub-21 em Nanquim e finalizaram na nona posição.Com Maria Janina Ocampos integrou o time de vôlei indoor do St. Petersburg College e conquistaram o título da Suncoast Conference.
Na temporada de 2018, com Patricia Caballero conquistou a medalha de ouro nos Jogos Sul-Americanos de 2018 em Cochabambae volta atuar com Erika Mongelós  e estiveram na etapa de Nova Viçosa pelo Circuito Sul-Americano de 2017-18, depois com Patricia Caballero foi vice-campeã na etapa de Rosário (Argentina), na sequência com Erika Mongelós sagrou-se vice-campeã na etapa de Coquimbo do Circuito Sul-Americanoe terminaram em quinto na etapa de Santa Cruz Cabrália e no Finals CSV em Lima, já no Circuito Mundial conquistaram o inédito bronze no torneio uma estrela de Manila.
Iniciou com Erika Mongelós a jornada de 2019 do Circuito Sul-Americano, depois, prosseguiu com Patricia Caballero conquistaram o segundo lugar na fase da Continental Cup em Assunção,  e o quarto lugar na etapa de Lima do Circuito Sul-Americano ; com Giuliana Poletti competiu nos Jogos Sul-Americanos de 2019 sendo eliminadas nas quartas de final. Retomou a dupla com Patricia Caballero no Circuito Sul-Americano de 2019 na etapa de Brasília, disputaram o Mundial de Hamburgo de 2019  e o Pan de Lima 2019, neste terminaram na sétima posição, ainda terminaram em quinto nos torneios uma estrela do Circuito Mundial em Vaduz e Knokke-Heist.
Em 2020, inicia as competições do período ao lado de Patricia Caballero no Circuito Sul-Americano em Coquimbo, no referido circuito esteve ao lado de Maria Johana Ocampos na etapa de Lima, com Patricia Caballero  terminou em sétimo no Finals CSVP 2019-20 em Santiago, este disputando no ano de 2021, e também em sétimo na etapa de Santiago pelo Circuito Sul-Americano  de 2020-21.Prosseguiu em 2021 com Erika Mongelós e conquistando o título na fase da Continental Cup e o terceiro lugar na Final Continental Cup, ambas em Assunção.Com Laura Ovelar iniciou a jornada de 2022,  disputaram o Circuito Espanhol e terminaram em primeiro na etapa de Ribadesella e em quinto em Madrid, e estiveram juntas no Circuito Sul-Americano de 2021-22 na etapa de Mollendo; e com Erika Mongelós disputou  Challenge de Espinho e os Futures de Leuven e Liubliana, ainda finalizou em quarto lugar no Finals CSV 2021-22  em Uberlândia e finalizaram no quinto lugar nos Jogos Sul-Americanos de Praia de 2022.
Em 2023, ao lado de Laura Ovelar terminou na quarta posição na etapa de Santiago pelo Circuito Sul-Americano de 2022-23, depois com Erika Mongelós, foi vice-campeã nas etapas do Circuito Sul-Americano de Rancagua,  San Juan (Argentina) e em Malargüe; voltando a competir com Erika Mongelós nos eventos do Circuito Mundial, ainda pelo circuito sul-americano, foram medalhistas de prata na etapa de Río Hondo, em Caiena e no Finals CSV 2022-23 em Uberlândia, e sagraram medalhistas de ouro nos Jogos Sul-Americanos de Praia de 2023 em Santa Marta.Juntas disputaram a edição do Campeonato Mundial de Vôlei de Praia de 2023 nas cidades mexicanas de Tlaxcala de Xicohténcatl,  Apizaco e Huamantla, também competiram na edição dos Jogos Pan-Americanos de 2023.

## Títulos e resultados
- Future de Battipaglia do Circuito Mundial de 2024
- Future de Cervia do Circuito Mundial de 2024
- 1* de Manila do Circuito Mundial de 2018
- Etapa de Santo Ângelo do Circuito Sul-Americano de 2023-24
- Etapa de Rancagua do Circuito Sul-Americano de 2023-24
- Etapa de Caiena do Circuito Sul-Americano de 2022-23
- Etapa de Caiena do Circuito Sul-Americano de 2022-23
- Etapa de Río Hondo do Circuito Sul-Americano de 2022-23
- Etapa de Rancagua do Circuito Sul-Americano de 2022-23
- Etapa de San Juan (Argentina) do Circuito Sul-Americano de 2022-23
- Etapa de Río Hondo do Circuito Sul-Americano de 2022-23
- Etapa de Malargüe do Circuito Sul-Americano de 2022-23
- Etapa de San Juan (Argentina) do Circuito Sul-Americano de 2022-23
- Etapa de Coquimbo do Circuito Sul-Americano de 2017-18
- Etapa de Rosário (Argentina) do Circuito Sul-Americano de 2017-18
- Etapa de Ancón do Circuito Sul-Americano de 2016-17
- Etapa de Assunção do Circuito Sul-Americano de 2015-16
- Etapa de Sucre do Circuito Sul-Americano de 2014-15
- Etapa de Montevidéu do Circuito Sul-Americano de 2023-24
- Etapa de Cochabamba do Circuito Sul-Americano de 2023-24
- Etapa de Coquimbo do Circuito Sul-Americano de 2016-17
- Etapa de Morón do Circuito Sul-Americano de 2015-16
- Etapa de Santiago do Circuito Sul-Americano de 2022-23
- Etapa de Lima do Circuito Sul-Americano de 2018-19
- Grand Slam de Rosário (Argentina) do Circuito Sul-Americano de 2016-17
- Finals de Cochabamba do Circuito Sul-Americano de 2015-16
- Etapa de Vicente López do Circuito Sul-Americano de 2015-16
- Etapa de Cartagena das Índias do Circuito Sul-Americano de 2015-16
- Etapa de Girardot do Circuito Sul-Americano de 2012-13
- Etapa de Assunção do Circuito Paraguai de 2016
- Etapa de Luque do Circuito Paraguai de 2014
- Etapa de San Bernardino do Circuito Paraguai de 2012
- Etapa de Assunção do Circuito Paraguai de 2012
- Etapa de Ribadesella Circuito Espanhol de 2022
- Circuito Paraguai Sub-18 de 2014

## Premiações individuais
- Rainha da Praia de 2017